# Enver Krupić
Enver Krupić (Bosanska Krupa, 1911. – Bihać 1992.), bosanskohercegovački slikar
Enver Krupić školovao se najprije u Zagrebu a zatim završio umjetničku školu u Beogradu 1937. Dobivši stipendiju otišao naredne dvije godine studirati na École Nationale Supérieure des Beaux-Arts u Parizu. Istovremeno izvanredno studira povijest umjetnosti na Sorboni. Po tome studira teoriju i primjenu kompozicije u l’atelier d’André Lhote. André Lothe, Cezanov adept ne mijenja mnogo u rigidnom Krupićevom poimanju nepromjenjivosti ljudske senzibilnosti. Krupić ostaje, unatoč očitom daru, slikar koji ne istražuje jezik boje kao strukturirarni govor već kao puko sredstvo dekoriranja prirode. U povijesti umjetnosti poučava da je Piccassovo slikarstvo plod tržišnih narudžbi bogatih Amerikanaca. Godine 1939. primljen je za člana Udruženja jugoslavenskih likovnih umjetnika u Parizu. Naredne godine vraća se u Beograd, gdje je živio i radio kao gimnazijski profesor povijesti umjetnosti. Svu svoju ostavštinu poklonio je gradu Bihaću. Svojim djelom nije se daleko odmakao od poimanja umjetnosti kao intimnog odraza eksterne prirode.